# Devens
Devens – jednostka osadnicza w Stanach Zjednoczonych, w stanie Massachusetts, w hrabstwie Middlesex.